# So How Come (No One Loves Me)
So How Come (No One Loves Me) è un brano degli Everly Brothers, pubblicato sull'album di notevole successo commerciale A Date With the Everly Brothers del 1960. La canzone, composta da Felice e Boudleaux Bryant, venne incisa anche dai Beatles. La band ne registrò una cover per la sesta edizione del programma della BBC Pop Go the Beatles il 10 luglio 1963 all'Aeolian Hall di Londra; la trasmissione venne messa in onda il 23 dello stesso mese. Questa versione appare sull'album Live at the BBC della fine del 1994.

## Formazione
Riferita alla cover dei Beatles.
- George Harrison: voce, chitarra solista
- John Lennon: armonie vocali, chitarra ritmica
- Paul McCartney: armonie vocali, basso elettrico
- Ringo Starr: batteria[1]